# Route magistrale 29 (Serbie)
Pour les articles homonymes, voir M29 et Route 29.
La Route Magistrale 29 (en serbe : Државни пут ІВ реда број 29, Državni put IB reda broj 29 ; Магистрала број 29, Magistrala broj 29) est une route nationale de Serbie qui relie entre elles la frontière serbo-monténégrine passant par les villes serbes de Prijepolje, Nova Varoš, Sjenica, Novi Pazar jusqu’au village de Banja près de Novi Pazar.
Cette route nationale fait également partie de la route européenne 763 entre le village de Mijoska et la ville de Nova Varoš.
À ce jour, elle ne comporte aucune section autoroutière (Voie Rapide en 2 x 2 voies).

## Route Européenne
La Route Magistrale 29 est aussi :
| Numéro | Tracé                                                 |
| ------ | ----------------------------------------------------- |
| E763   | Entre le village de Mijoska et la ville de Nova Varoš |